# Ana Jurka
Ana Flores Jurka (nacida el 16 de enero de 1985 en Tegucigalpa, Honduras) es una presentadora de televisión hondureña. Fue presentadora del programa de deportes Titulares Telemundo que se transmite por Telemundo y actualmente labora en Fox Sports.

## Vida privada
Nació y creció en Tegucigalpa, la capital de Honduras. Se considera hincha del Club Deportivo Olimpia de esa ciudad. En marzo de 2011 contrajo nupcias con el estadounidense Joshua Jurka. Es tía del futbolista Rembrandt Flores.

## Trayectoria
En 2004 comenzó su carrera profesional como copresentadora en Sobre Ruedas, un programa dedicado al mundo automotriz, en Canal 11 y Rock & Pop 92.3 FM. Luego en el 2007 llamó la atención de los ejecutivos de Canal 54, quienes decidieron contratarla para formar parte de un programa de opinión; sobre temas de política, acontecer nacional y mundial, cultura general entre otros, desde el punto de vista juvenil como una de los 4 presentadores de Zona Joven.
En el 2008, siempre en Canal 54, Ana se unió además, a un nuevo programa de apoyo al talento nacional, como presentadora de En La Mira; el cual tuvo gran aceptación y por su popularidad, el programa cambio de nombre y estación para ser visto a nivel nacional por Maya TV Canal 66 como Hecho en Casa. Por su carisma, popularidad y talento nato, los productores del programa juvenil #1 a nivel nacional, Radicales de Canal 6, toman a Ana como presentadora en el 2010, el cual sería su último trabajo en el entretenimiento a nivel hondureño.
En el 2012 Ana decide mudarse a Orlando, Florida junto a su esposo y meses después, es contratada por Telemundo Orlando como reportera de noticias. Pero la hondureña, volvería al mundo del entretenimiento, al presentársele la oportunidad de ser Presentadora de Deportes, la que no dejó de aprovechar y es aquí donde se encuentra actualmente, siendo presentadora de Fútbol Estelar.